# Oriolles
Oriolles est une commune du Sud-Ouest de la France située dans le département de la Charente, en région Nouvelle-Aquitaine.
Ses habitants sont les Oriollais et les Oriollaises.

## Géographie

### Localisation et accès
Oriolles est une commune du canton de Brossac, située à 39 km au sud-ouest d'Angoulême et à 12 km au sud de Barbezieux.
Oriolles est à peu près au milieu des 3-B, que sont les chefs-lieux de canton Brossac, Barbezieux et Baignes. Le bourg d'Oriolles est à 7 km au nord-ouest de Brossac, 9 km au sud-est de Baignes, 17 km de Chalais, 26 km de Jonzac, 40 km de Cognac, 68 km de Bordeaux.
Les voies importantes de communication que sont la N 10 Angoulême-Bordeaux qui passe à l'ouest et la D 731 Barbezieux-Chalais qui passe à l'est évitent la commune. Mais les routes départementales D 2, D 27, D 131 et D 452 la traversent.
La gare la plus proche est celle de Chalais, desservie par des TER à destination d'Angoulême et de Bordeaux.

### Hameaux et lieux-dits
L'habitat est dispersé, et le bourg d'Oriolles n'est pas plus important que les nombreux hameaux qui sont dans la commune : Chez Baudut, les Poteries, Chez Boutillet...

### Communes limitrophes
|             | Condéon     |         |
| Touvérac    | Oriolles    | Chillac |
| Boisbreteau | Guizengeard |         |

### Géologie et relief
Le sol de la commune se compose d'argile blanche, de sable et de galets, dépôts du Tertiaire, sol pauvre propice au boisement,,,.
La commune offre un relief vallonné propre à la forêt de la Double. Le point culminant est à une altitude de 161 m, situé au sud, chez Baudut (château d'eau), mais un autre sommet près de la limite nord atteint 160 m (borne IGN). Le point le plus bas est à 84 m, situé en limite sud avec Guizengeard. Le bourg, situé sur une hauteur, est à 145 m d'altitude.

### Hydrographie

#### Réseau hydrographique

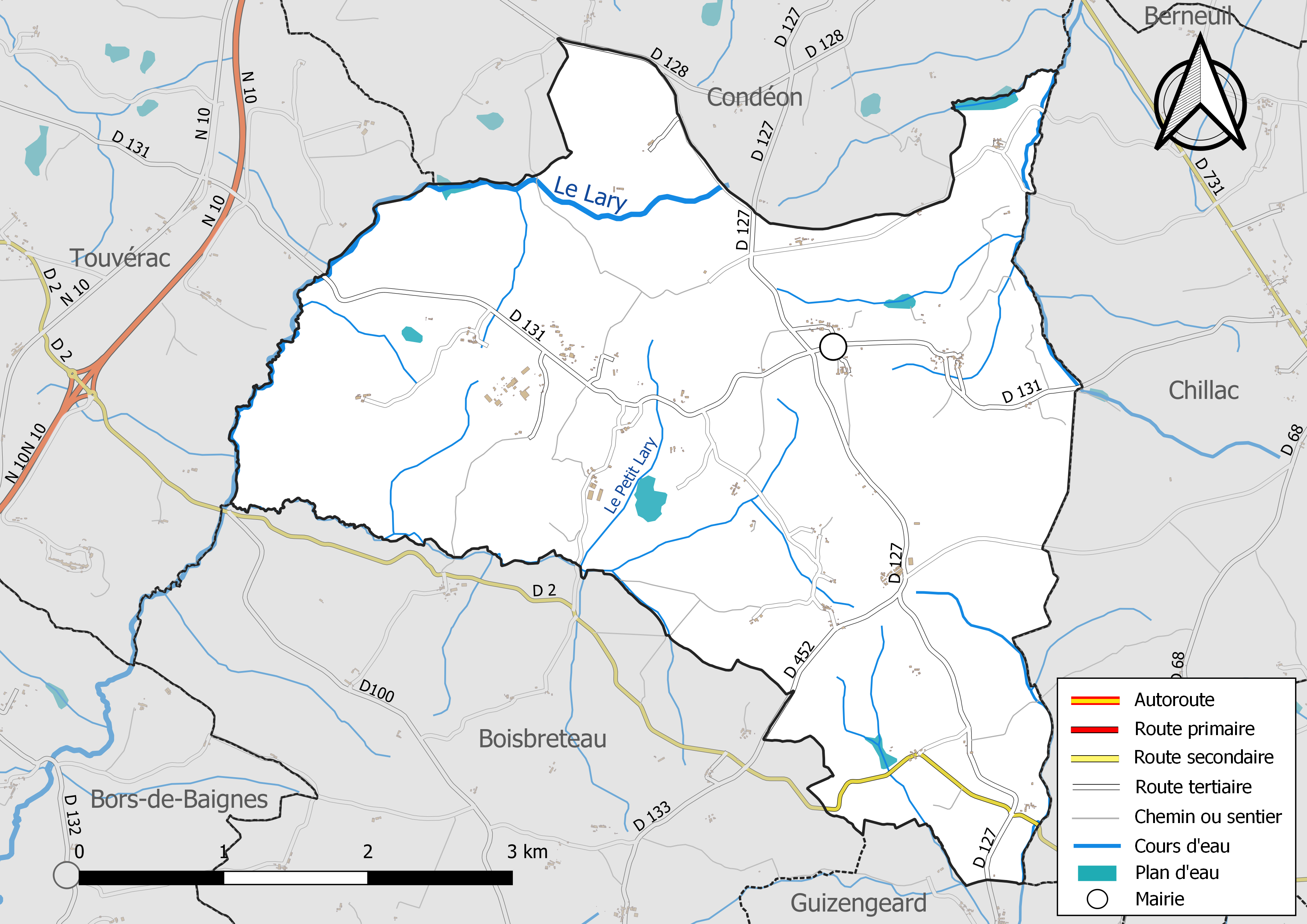
Réseaux hydrographique et routier d'Oriolles.

La commune est située dans le bassin versant de la Charente et  le bassin de la Dordogne au sein du Bassin Adour-Garonne. Elle est drainée par le Lary, le ruisseau Gourdine, le Petit Lary et par divers petits cours d'eau, qui constituent un réseau hydrographique de 23 km de longueur totale,.
Le Lary, qui descend vers le sud et se jette dans l'Isle, prend sa source dans la forêt, près de la limite de commune avec Condéon, et forme la limite ouest de la commune avec Touvérac. Il est orthographié Larit dans sa partie amont.
Le Petit Lary qui fait la limite sud-ouest de la commune avec Boisbreteau est son principal affluent. Il prend sa source à l'ouest du bourg, au Groleau.
Au sud-est de la commune, naissent de petits affluents du Palais qui prend sa source près de Brossac, et lui-même affluent du Lary.
À l'est du bourg naît la Gourdine, qui coule vers le nord et fait la limite nord-est de la commune. Elle s'appelle dans sa partie aval le Gabout avant de se jeter dans le Beau, affluent du Né qui passe à l'est de Barbezieux. La commune est donc traversée par la ligne de partage des eaux entre Garonne ou plus exactement Dordogne, et le bassin versant de la Charente.
La commune comporte de nombreux ruisseaux et étangs, dont certains sont d'anciennes carrières.

#### Gestion des eaux
Le territoire communal est couvert par les schémas d'aménagement et de gestion des eaux (SAGE) « Charente » et « Isle - Dronne ». Le SAGE « Charente», dont le territoire correspond au bassin de la Charente, d'une superficie de 9 300 km2, a été approuvé le 19 novembre 2019. La structure porteuse de l'élaboration et de la mise en œuvre est l'établissement public territorial de bassin Charente. Le SAGE « Isle - Dronne», dont le territoire regroupe les bassins versants de l'Isle et de la Dronne, d'une superficie de 7 500 km2, a été approuvé le 2 août 2021. La structure porteuse de l'élaboration et de la mise en œuvre est l'établissement public territorial de bassin de la Dordogne (EPIDOR). Ils définissent chacun sur leur territoire les objectifs généraux d’utilisation, de mise en valeur et de protection quantitative et qualitative des ressources en eau superficielle et souterraine, en respect des objectifs de qualité définis dans le troisième SDAGE  du Bassin Adour-Garonne qui couvre la période 2022-2027, approuvé le 10 mars 2022.

### Climat
Comme dans les trois quarts sud et ouest du département, le climat est océanique aquitain.

### Végétation
La commune est sur la bordure nord-est de la forêt de la Double saintongeaise, grande forêt de pins maritimes, ou landes, qui s'étend de la Dordogne à la Charente-Maritime, appelée aussi localement forêt de Chaux ou Petit Angoumois, et dans laquelle se trouve une grande partie du canton.

## Urbanisme

### Typologie
Au 1er janvier 2024, Oriolles est catégorisée commune rurale à habitat très dispersé, selon la nouvelle grille communale de densité à 7 niveaux définie par l'Insee en 2022.
Elle est située hors unité urbaine. Par ailleurs la commune fait partie de l'aire d'attraction de Barbezieux-Saint-Hilaire, dont elle est une commune de la couronne,. Cette aire, qui regroupe 25 communes, est catégorisée dans les aires de moins de 50 000 habitants,.

### Occupation des sols
L'occupation des sols de la commune, telle qu'elle ressort de la base de données européenne d’occupation biophysique des sols Corine Land Cover (CLC), est marquée par l'importance des forêts et milieux semi-naturels (54,3 % en 2018), en augmentation par rapport à 1990 (51,1 %). La répartition détaillée en 2018 est la suivante : 
forêts (43,9 %), zones agricoles hétérogènes (37,5 %), milieux à végétation arbustive et/ou herbacée (10,4 %), terres arables (6,9 %), zones industrielles ou commerciales et réseaux de communication (1,4 %). L'évolution de l’occupation des sols de la commune et de ses infrastructures peut être observée sur les différentes représentations cartographiques du territoire : la carte de Cassini (XVIIIe siècle), la carte d'état-major (1820-1866) et les cartes ou photos aériennes de l'IGN pour la période actuelle (1950 à aujourd'hui).

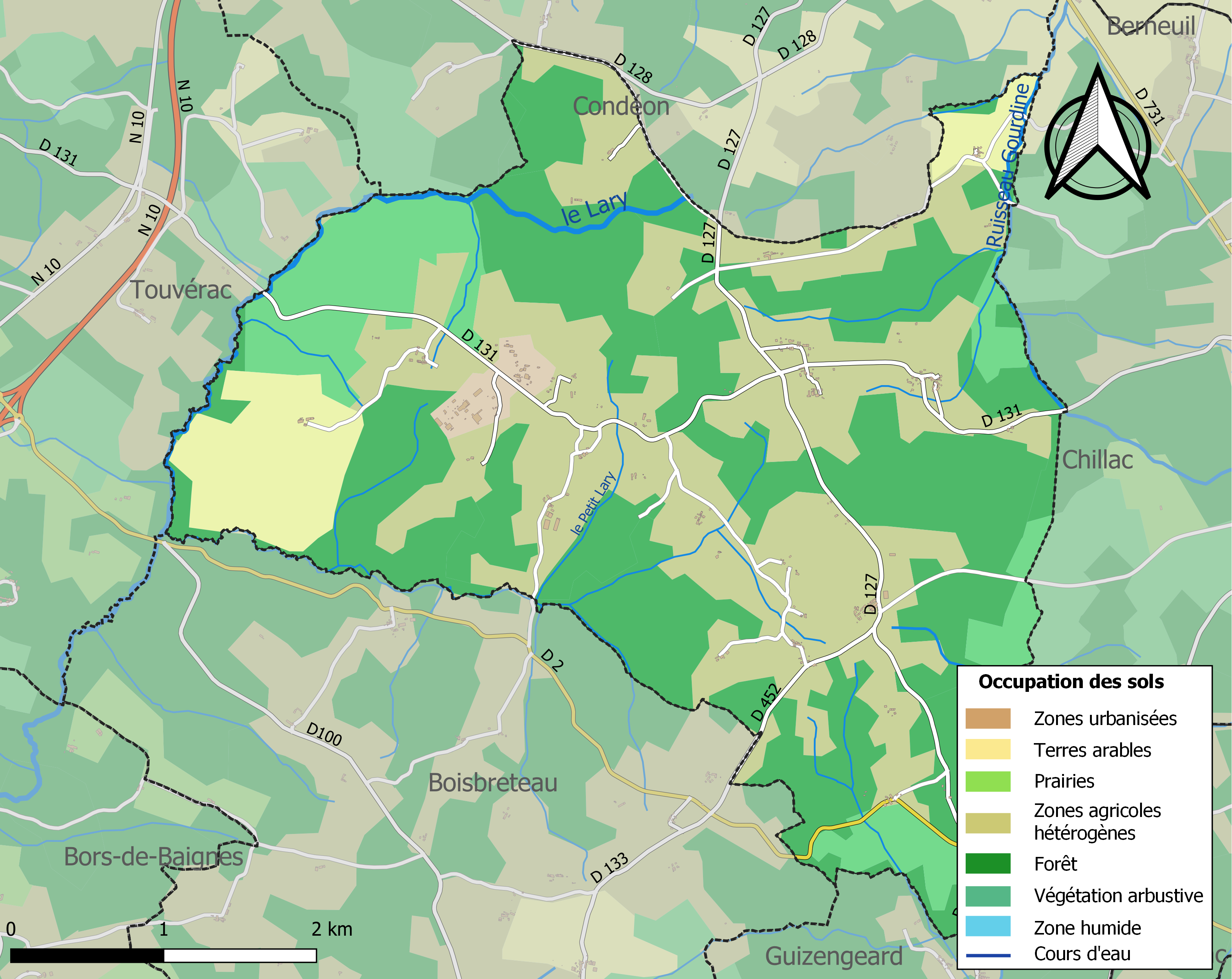
Carte des infrastructures et de l'occupation des sols de la commune en 2018 (CLC).

### Risques majeurs
Le territoire de la commune d'Oriolles est vulnérable à différents aléas naturels : météorologiques (tempête, orage, neige, grand froid, canicule ou sécheresse), feux de forêts et séisme (sismicité faible). Un site publié par le BRGM permet d'évaluer simplement et rapidement les risques d'un bien localisé soit par son adresse soit par le numéro de sa parcelle.
Oriolles est exposée au risque de feu de forêt. Un plan départemental de protection des forêts contre les incendies (PDPFCI) a été élaboré pour la période 2017-2026, faisant suite à un plan 2007-2016. Les mesures individuelles de prévention contre les incendies sont précisées par divers arrêtés préfectoraux et s’appliquent dans les zones exposées aux incendies de forêt et à moins de 200 mètres de celles-ci. L’arrêté du 3 mai 2016 règlemente l'emploi du feu en interdisant notamment d’apporter du feu, de fumer et de jeter des mégots de cigarette dans les espaces sensibles et sur les voies qui les traversent sous peine de sanctions. L'arrêté du 27 décembre 2019 rend le débroussaillement obligatoire, incombant au propriétaire ou ayant droit,,,.

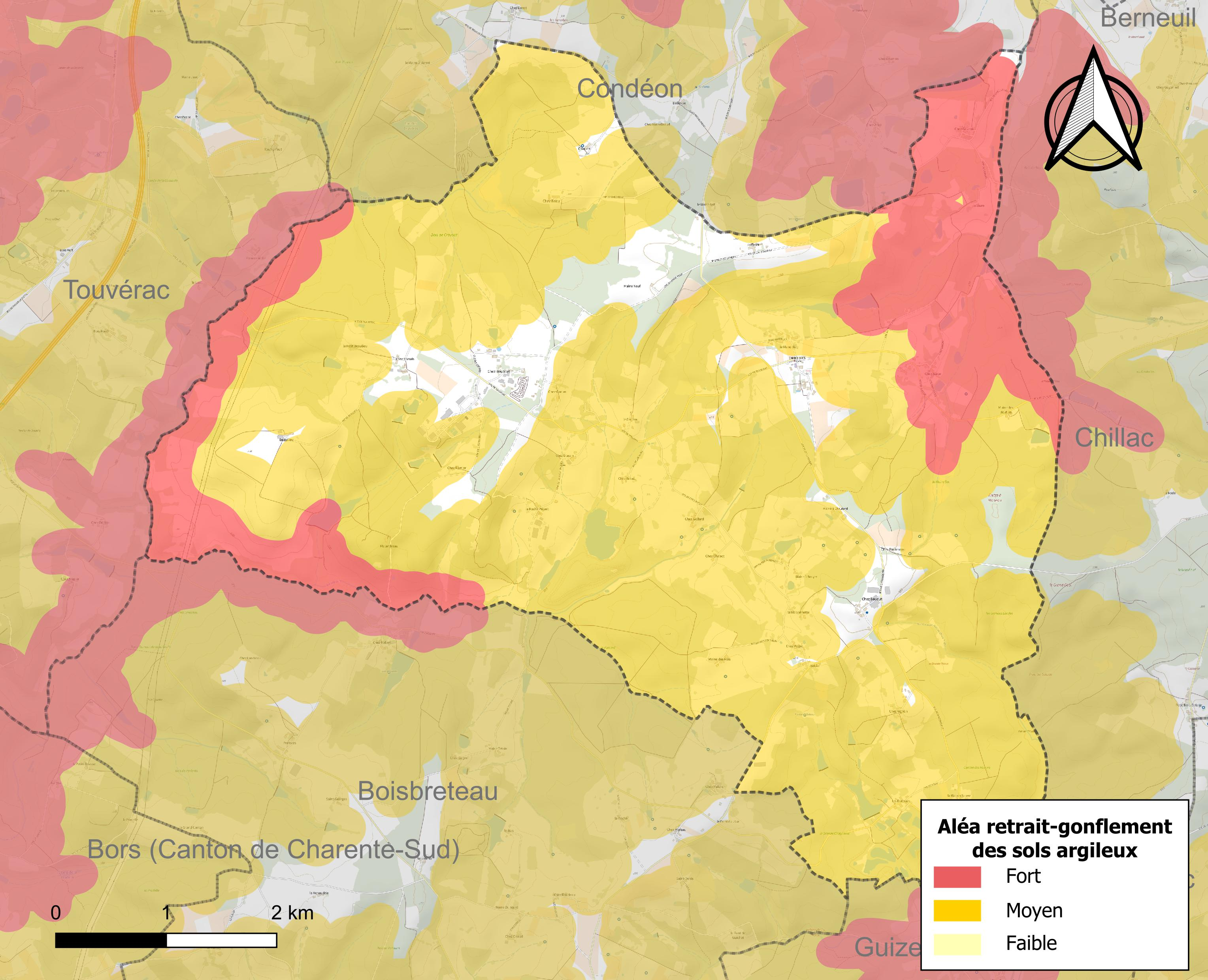
Carte des zones d'aléa retrait-gonflement des sols argileux d'Oriolles.

Le retrait-gonflement des sols argileux est susceptible d'engendrer des dommages importants aux bâtiments en cas d’alternance de périodes de sécheresse et de pluie. 89,8 % de la superficie communale est en aléa moyen ou fort (67,4 % au niveau départemental et 48,5 % au niveau national). Sur les 143 bâtiments dénombrés sur la commune en 2019,  99 sont en aléa moyen ou fort, soit 69 %, à comparer aux 81 % au niveau départemental et 54 % au niveau national. Une cartographie de l'exposition du territoire national au retrait gonflement des sols argileux est disponible sur le site du BRGM,.
Par ailleurs, afin de mieux appréhender le risque d’affaissement de terrain, l'inventaire national des cavités souterraines permet de localiser celles situées sur la commune.
La commune a été reconnue en état de catastrophe naturelle au titre des dommages causés par les inondations et coulées de boue survenues en 1982 et 1999. Concernant les mouvements de terrains, la commune a été reconnue en état de catastrophe naturelle au titre des dommages causés par des mouvements de terrain en 1999.

## Toponymie
Une forme ancienne est Auriola en 1100.
L'origine du nom d'Oriolles pourrait remonter à un nom de personne gallo-romain Auriola, féminin d'Auriol provenant du latin aureolus qui signifie loriot, mais aussi à Aureolam [terram], « la terre d'or », qui peut provenir des pierres précieuses, calcédoines pseudomorphiques, de couleur blonde, qu'on y a trouvées,.

## Histoire
Sous l'Ancien Régime, une partie de la paroisse dépendait, avec Boisbreteau, de la seigneurie puis marquisat de Touvérac, terre elle-même dépendant de la baronnie puis duché de Montausier à partir de la fin du XVIIe siècle. Ce dernier faisait partie du Petit Angoumois, enclave de l'Angoumois en Saintonge dont Baignes était le centre.
En 1786, Oriolles était le chef-lieu de la paroisse; la cure d'Oriolles avec ses annexes rapportait 2 000 livres, puis l'église a été annexée à Boisbreteau.
Au bourg, le logis appartenait à la famille de Sainte-Maure, de Chaux. En 1747, le comte Louis Marie de Sainte-Maure, premier écuyer commandant la grande écurie du roi, en fit don à son fidèle serviteur et intendant Jean-Joseph Léonard, qui s'y établit avec sa famille.
Le domaine de Coiffard appartint pendant près de trois siècles aux du Busson. Cette famille, originaire des environs de Mantoue (Italie), vient en France au XVIe siècle et se fixa à Coiffard sous Louis XIV. Le dernier descendant de cette famille, qui fut longtemps juge de paix à Brossac, mourut à Coiffard en 1886.
Entre 1975 et 1996, l'argile blanche kaolinique a été exploitée par la société AGS, comme à Guizengeard, Condéon, Touvérac et Clérac. En 1999, le site de l'ancienne carrière a été repris par une société de traitement des déchets, mais AGS était toujours implanté à Oriolles en 2014, succursale de Clérac, avec production de chamotte.

## Administration
| Période                                  | Période  | Identité         | Étiquette | Qualité              |
| ---------------------------------------- | -------- | ---------------- | --------- | -------------------- |
| Les données manquantes sont à compléter. |          |                  |           |                      |
| depuis 2001                              | 2020     | Alain Bize       | SE        | Agriculteur retraité |
| 2020                                     | En cours | Isabelle Lagarde |           |                      |

## Démographie

### Évolution démographique
L'évolution du nombre d'habitants est connue à travers les recensements de la population effectués dans la commune depuis 1793. Pour les communes de moins de 10 000 habitants, une enquête de recensement portant sur toute la population est réalisée tous les cinq ans, les populations de référence des années intermédiaires étant quant à elles estimées par interpolation ou extrapolation. Pour la commune, le premier recensement exhaustif entrant dans le cadre du nouveau dispositif a été réalisé en 2007.

En 2022, la commune comptait 245 habitants, en évolution de −7,89 % par rapport à 2016 (Charente : −0,48 %, France hors Mayotte : +2,11 %).
| 1793 | 1800 | 1806 | 1821 | 1831 | 1841 | 1846 | 1851 | 1856 |
| ---- | ---- | ---- | ---- | ---- | ---- | ---- | ---- | ---- |
| 385  | 285  | 311  | 383  | 475  | 460  | 481  | 507  | 512  |

| 1861 | 1866 | 1872 | 1876 | 1881 | 1886 | 1891 | 1896 | 1901 |
| ---- | ---- | ---- | ---- | ---- | ---- | ---- | ---- | ---- |
| 465  | 450  | 442  | 446  | 461  | 444  | 394  | 375  | 379  |

| 1906 | 1911 | 1921 | 1926 | 1931 | 1936 | 1946 | 1954 | 1962 |
| ---- | ---- | ---- | ---- | ---- | ---- | ---- | ---- | ---- |
| 384  | 398  | 356  | 349  | 358  | 353  | 290  | 311  | 283  |

| 1968 | 1975 | 1982 | 1990 | 1999 | 2006 | 2007 | 2012 | 2017 |
| ---- | ---- | ---- | ---- | ---- | ---- | ---- | ---- | ---- |
| 264  | 218  | 222  | 223  | 218  | 238  | 241  | 283  | 255  |

| 2022 | - | - | - | - | - | - | - | - |
| ---- | - | - | - | - | - | - | - | - |
| 245  | - | - | - | - | - | - | - | - |

En 2008, Oriolles comptait 247 habitants  (soit une augmentation de 12,8 % par rapport à 1999). La commune occupait le 24 581e rang au niveau national, alors qu'elle était au 24 943e en 1999, et le 279e au niveau départemental sur 404 communes.

### Pyramide des âges
En 2018, le taux de personnes d'un âge inférieur à 30 ans s'élève à 29,4 %, soit en dessous de la moyenne départementale (30,2 %). À l'inverse, le taux de personnes d'âge supérieur à 60 ans est de 27,8 % la même année, alors qu'il est de 32,3 % au niveau départemental.
En 2018, la commune comptait 129 hommes pour 125 femmes, soit un taux de 50,79 % d'hommes, largement supérieur au taux départemental (48,41 %).
Les pyramides des âges de la commune et du département s'établissent comme suit.
| Hommes | Classe d’âge | Femmes |
| ------ | ------------ | ------ |
| 0,8    | 90 ou +      | 0,0    |
| 9,2    | 75-89 ans    | 7,2    |
| 20,0   | 60-74 ans    | 18,4   |
| 25,4   | 45-59 ans    | 28,8   |
| 15,4   | 30-44 ans    | 16,0   |
| 15,4   | 15-29 ans    | 11,2   |
| 13,8   | 0-14 ans     | 18,4   |

| Hommes | Classe d’âge | Femmes |
| ------ | ------------ | ------ |
| 1      | 90 ou +      | 2,7    |
| 9,2    | 75-89 ans    | 12     |
| 20,6   | 60-74 ans    | 21,3   |
| 20,7   | 45-59 ans    | 20,3   |
| 16,8   | 30-44 ans    | 16     |
| 15,6   | 15-29 ans    | 13,4   |
| 16,1   | 0-14 ans     | 14,3   |

## Économie

### Agriculture
Territoire principalement boisé de pins maritimes, la commune comporte de l'élevage (ovins, bovins, porcins, gibier).
La viticulture occupe une petite partie de l'activité agricole. La commune est située dans les Bons Bois, dans la zone d'appellation d'origine contrôlée du cognac.

### Industrie
L'usine de chamotte, située au lieu-dit Chez Boutillet, utilise l'argile blanche kaolinique locale pour en faire de la chamotte, utilisé pour faire des briques réfractaires ou comme isolant en construction. Construite en 1976 sur une ancienne usine de 1960 qui possédait deux fours, elle possède un grand four rotatif de cimenterie chauffé au gaz de Lacq, complété plus récemment par de la biomasse. Sa production s'est élevée à 2 800 t par jour dans les années 2000, et elle a produit environ 300 à 380 t par jour en 2011, soit une production annuelle de 150 000 tonnes pour la chamotte réfractaire, calcinée jusqu'à 1 550°, et 100 000 tonnes pour l'argile réfractaire, avec en 2013 trois fours et un four flash d'une capacité totale de 200 000 tonnes. L'usine fournit aussi de l'argile broyée et séchée. Elle est référencée comme patrimoine industriel. Située sur une basse colline, c'est un point de repère dans la forêt qu'on voit de loin.

### Tourisme
- Ferme-auberge.

## Équipements, services et vie locale

### Enseignement
L'école est un RPI entre Brossac, Oriolles et Passirac. Brossac accueille l'école maternelle et l'école élémentaire. Les écoles d'Oriolles et de Passirac sont aussi des écoles élémentaires. L'école d'Oriolles comporte une classe unique. Le secteur du collège est Baignes.

### Vie locale
La fête communale est le deuxième dimanche d'août.

## Lieux et monuments

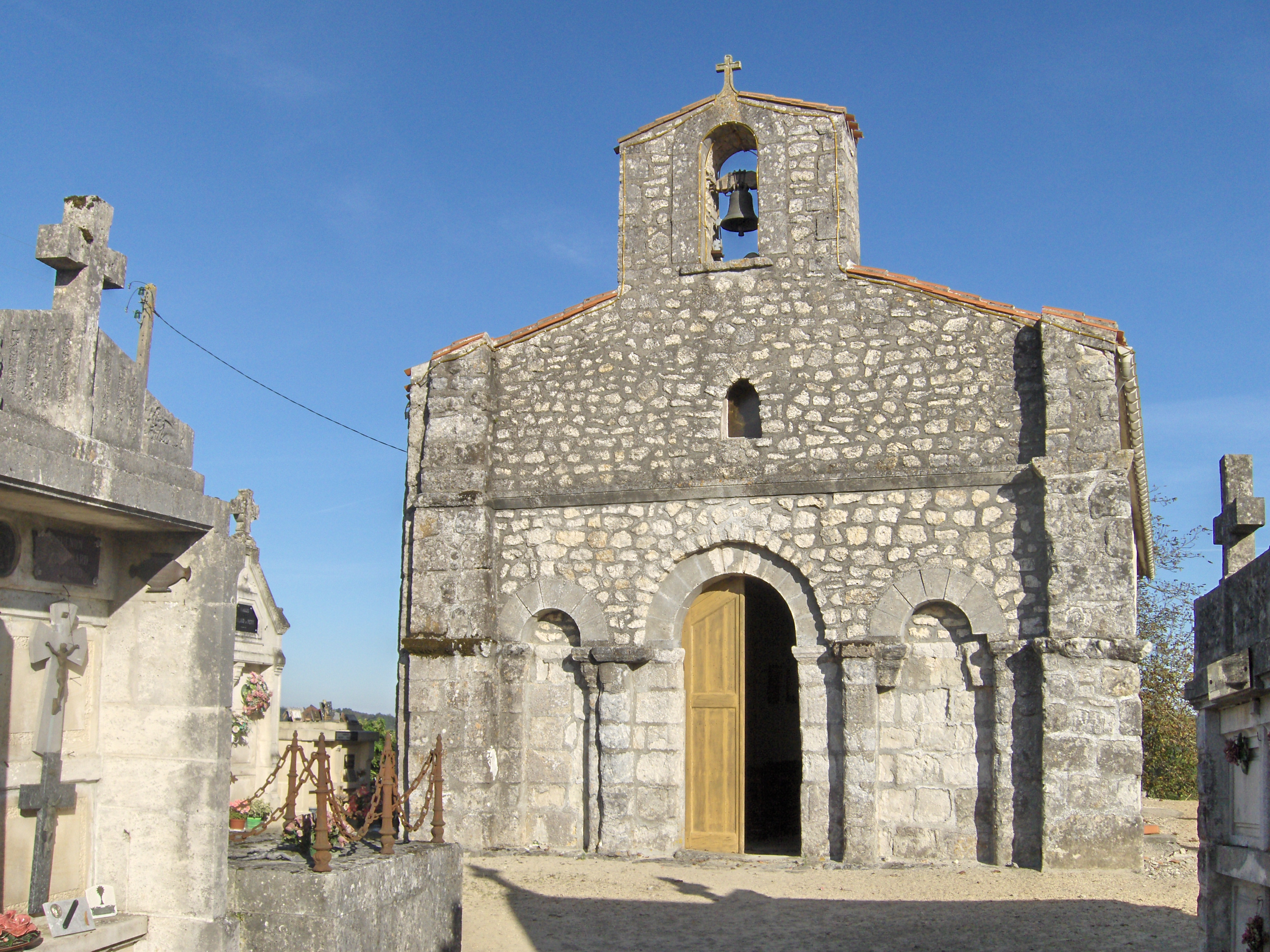
L'église d'Oriolles.

- L'église paroissiale Saint-Pierre date des XIe et XIIe siècles, mais a été remaniée aux XVe et XIXe siècles. Seule une partie du mur nord de la nef date encore du XIIe siècle. C'était un ancien prieuré-cure rattaché au prieuré Saint-Vivien de Saintes[42]. Elle est entourée du cimetière.

- Le domaine de Coiffard, ancien domaine, est au sud de la commune.